# Winna Stara
Winna Stara – wieś w Polsce położona w województwie podlaskim, w powiecie wysokomazowieckim, w gminie Ciechanowiec.
W latach 1975–1998 miejscowość administracyjnie należała do województwa łomżyńskiego.
Wierni kościoła rzymskokatolickiego należą do parafii Parafia św. Doroty w Winnej Poświętnej.

## Historia
W I Rzeczypospolitej w ziemi drohickiej w województwie podlaskim.
Pod koniec wieku XIX dobra należały do powiatu bielskiego, gubernia grodzieńska, gmina Skórzec. Użytki rolne o powierzchni 181 dziesięcin, w tym 25 łąk i pastwisk, 54 lasu i 2 dziesięciny nieużytków. Własność Wyganowskich